# Marina Stakusic
Marina Stakusic (cyryl. Марина Стакушић; ur. 27 listopada 2004 w Mississauga) – kanadyjska tenisistka, reprezentantka kraju w Pucharze Billie Jean King.

## Kariera tenisowa
Dotychczas zwyciężyła w trzech singlowych i jednym deblowym turnieju rangi ITF. 24 lutego 2025 roku zajmowała najwyższe miejsce w rankingu singlowym WTA Tour – 114. pozycję, natomiast 14 sierpnia 2023 osiągnęła najwyższą pozycję w rankingu deblowym – 448. miejsce.

## Wygrane turnieje rangi ITF
| turnieje z pulą nagród 100 000 $   |
| turnieje z pulą nagród 80 000 $    |
| turnieje z pulą nagród 60 000 $    |
| turnieje z pulą nagród 40 000 $    |
| turnieje z pulą nagród 25/35 000 $ |
| turnieje z pulą nagród 15 000 $    |

### Gra pojedyncza
|    | Data       | Turniej    | ($)    | Naw.   | Finalistka    | Wynik         |
| 1. | 03/09/2023 | Valladolid | 25 000 | twarda | Anna Kubarewa | 3:6, 7:5, 6:3 |
| 2. | 24/09/2023 | Berkeley   | 60 000 | twarda | Allie Kiick   | 6:3, 6:4      |
| 3. | 29/10/2023 | Toronto    | 60 000 | twarda | Jana Fett     | 3:6, 7:5, 6:3 |